# Klej poligraficzny
Klej poligraficzny – rodzaj kleju znajdujący zastosowanie w poligrafii, w szczególności w introligatorstwie, np. klejenie etykiet, opakowań, broszur.

## Kleje poligraficzne, introligatorskie
- kleje termotopliwe (hot-melt)– substancje amorficzne, które ze stanu stałego przechodzą w postać płynną (roboczą) pod wpływem temperatury. Są to kleje polimerowe na bazie octanu etylenowo-winylowego, czyli kopolimeru etylenu z octanem winylu (EVA) lub poliuretanu (PUR) czy poliolefinu (PO). Do klejów dodaje się żywice naturalne lub syntetyczne, aby klej uzyskał właściwą zwilżalność. Dodawane są też woski dla obniżenia temperatury pracy, lepkości, poprawienia zwilżalności. W skład kleju wchodzą też antyutleniacze, zapobiegające degradacji kleju. Czasem dodawane są plastyfikatory dla poprawienia elastyczności spoiny. Dla obniżenia kosztów produkcji bywają dodawane wypełniacze mineralne, np. dwutlenek cynku, dwutlenek tytanu, kaolin, krzemionka.

Kleje termotopliwe aplikuje się przeważnie w zakresie temperatur 150-180 °C. Kleje poliuretanowe mają niższą temperaturę pracy, tj. 120-130 °C. Lepkość kleju w temperaturach pracy mieści się w przedziale 3000-5000 mPas.
Krótki czas tężenia klejów sprawia, że zazwyczaj jest możliwa natychmiastowa obróbka sklejanych materiałów.
Pod względem siły spoiny, w kolejności od najsilniej sklejającego są: PUR, PO, EVA.
- kleje glutynowe – pochodzenia zwierzęcego (produkowane ze skór zwierzęcych lub z kości), obecnie tworzy się raczej kompozycje klejowe na bazie surowców pochodzenia zwierzęcego. Skład: glutyny 50-70%, woda 30-50%. Kleje te zawierają substancje zapobiegającej biologicznej degradacji kleju, tj. bakteriobójcze i grzybobójcze. Wzbogacane są gliceryną i glikolami, stanowiących plastyfikatory. Czasem dodatkowo posiadają mineralne wypełniacze: kaolin, talk, krzemionka.

- kleje dyspersyjne – dyspersje wodne na bazie monomeru polioctanu winylu (PVAC) lub na bazie octanu etylenowo-winylowego (EVA). Zawartość suchej masy ok. 50-70%. Kleje dyspersyjne stosuje się w oprawie książkowej i do foliowania. Należy je przechowywać w temperaturze 5-35 °C – klej przemrożony może ulec zniszczeniu.

## Klejecold-stampingowe
- używane do aplikacji folii cold-stamingowej w technologii flexo UV, kleje te nanoszone są na podłoże tak samo jak farba fleksograficzna i utrwalane są promieniowaniem UV

- używane do aplikacji folii cold-stamingowej w technologii offsetowej, kleje te nanoszone są na podłoże tak samo jak farba offsetowa i utrwalane przez oksydację (tak jak konwencjonalna farba offsetowa) albo sieciowanie farby następuje przez pobudzenie promieniowaniem UV zawartych w niej fotoinicjatorów (tak jak w przypadku offsetowej farby UV).